# طاهر توفيق العاني
طاهر توفيق العاني سياسي عراقي شغل منصب محافظ محافظة نينوى ورئيس مكتب الشؤون الشمالية خلال حملة الأنفال. قبل ذلك شغل منصب أمين مجلس قيادة الثورة في عام 1968 ثم شغل منصب وكيل وزارة الأشغال والإسكان. كما شغل منصب وزير الصناعة والمعادن بين عامي 1979 و 1983. في أعقاب غزو العراق عام 2003 وجهت إليه المحكمة الجنائية العراقية العليا تهمة ارتكاب جرائم ضد الإنسانية يزعم أنها ارتكبت ضد الأكراد خلال حملة الأنفال. في 24 يونيو 2007 تمت تبرئة توفيق من جميع التهم بسبب عدم وجود أدلة.

## مؤلفات
- كتاب: انهيار العراق المفاجئ وتداعياته